# Калинівка (зупинний пункт, Херсонська дирекція Одеської залізниці)
Кали́нівка — закритий пасажирський залізничний зупинний пункт Херсонської дирекції Одеської залізниці на лінії Долинська — Миколаїв.
Розташований за кілька кілометрів від села Калинівка Вітовського району Миколаївської області між станціями Грейгове (11 км) та Горохівка (7 км).
Станом на кінець квітня 2017 р. на платформі не зупиняються приміські поїзди.